# Dorota Sadovská
Dorota Sadovská (* 5. února 1973, Bratislava) je slovenská umělkyně a fotografka. Vytváří obrazové instalace, pracuje s médii fotografie, videa a kresby. Zajímá se o tělesnost, lidské tělo a křesťanskou ikonografii.

## Životopis
V letech 1987–1991 studovala obor textil na ŠUV v Bratislavě. Od roku 1991 do 1997 na VŠVU v Bratislavě, první tři roky textil, teprve poté malbu u profesora Fischera a jeden semestr fotografii u Ľ. Stacha a Miloty Havránkové. Po skončení v roce 1997 pokračovala ve studiu na École Nationale des Beaux Arts, Dijon, Francie, do roku 1999. Od téhož roku je asistentkou na Katedře malby VŠVU v Bratislavě.
K fotografii se dostala přes dokumentování vlastních akcí, instalací a performance, kolem roku 1991.
„Ve své mnohostranné tvorbě pracuje s nejrůznějšími médii, s fotografií a videem, hlavně však s malbou, v jejímž rámci svérázným způsobem rehabilituje sakrální tematiku a přehodnocuje tradiční ikonografické zobrazení světců a světic. Svými dalšími díly reaguje na nejrůznější aktuální témata. Feminismus, problém tělesnosti, komunikace. K vyjádření často využívá lidské tělo, nebo jeho fragmenty viděné z různých úhlů.“

## Cykly
Podle zdrojů:
- 1992 Martýrium alebo Žltý valec, performance, Bratislava
- 1993 Kolárik pre Martina
- 1993 Žena a slimák, Poprad
- 1994 Hra so svetlom a ľudským telom
- 1994 Medzi maľbou a obrazom
- 1995 Svätá Agáta
- 1997 Synagóga
- 1998-2000 Album de Paris
- 1998 Korporality
- 1998-2002 Parazity
- 1998-1999 Ľudia ako oblaky
- 2001 Zlatý vek
- 2001 Svätý obraz, Image of image
- 2002 Osie hniezda
- 2002-2003 Odvrátené portréty
- 2002 Hornets' Nests, veřejná performance, Bratislava, Staré město
- 2005 SADO 1, autorčin časopis, event in Slovak, Austrian, Czech and French newsagents and bookshops
- 2007 SADO 2, autorčin časopis, event in Slovak, Austrian, Czech and French newsagents and bookshops
- 2015 SADO 3, autorčin časopis, event in newsagents and bookshops
- 2015 Vivid Dresses, Bildraum 07, Vienna and Ars Electronica 2015 Linz, Rakousko
- 2016 Vivid Dresses, procesual performance, Plató, Košice
- 2018 Take Your Anti-Selfie!, art action with paintings, Open Studios Zvarac, Bratislava
- 2018 Plastic Age (SADOBOT), the interactive performance with robotic objects Sadobot, Salónik - art center in presidential salon, hlavní vlakové nádraží Bratislava

- 2019 Doba plastová, interaktivní performance s robotickými objekty Sadobot, festival Biela noc, Bratislava a Košice
- 2019 Family Portrait, Atelier XIII, Bratislava